# Географија
Географија или земљопис је сложена наука која проучава природне и друштвене појаве и процесе у геопростору, те везе и односе између њих. Назив географија је грчког порекла и долази од gea-Земља и grafein-писати, описивати. Прва особа која је користила реч „γεωγραφία” био је Ератостен (276—194. п. н. е.). Уз филозофију и историју, географија припада међу најстарије науке људске цивилизације. Она се за објашњавање географског простора користи методама природних и друштвених наука. С обзиром на разнозначност геопростора, географија је као наука врло комплексна. То је једина дуална наука, која повезује природне и друштвене науке. Назива се и светском дисциплином.
Географија је, дакле, синтетичка наука, која спаја многа достигнућа бројних наука ради објашњавања географског простора. Она припада у групи природних наука, јер јој је основно полазиште у природним обележјима геопростора. Географија као наука о географском простору (Земљиној површини) објашњава раширеност, утицаје и међузависност свих најважнијих природних и друштвених чиниоца, који суделују у обликовању геопростора као целине или његових просторних делова (регија). Задатак географије као науке је да у сваком тренутку пружи комплексну и свеобухватну информацију о стању географских појава и процеса, те о узрочно-последичним везама и односима као и законима и закономерностима што произилазе из њих. Једноставније речено, географско знање нам је потребно да бисмо разумели савремену ситуацију на планети, те да бисмо на основу тога усмерили развој у будућности, што се остварује кроз просторно планирање у складу са принципима одрживог развоја.

## Етимологија и терминологија
Термин географија потиче из класичне старине, а упућује на првотно значење географије. Етимолошки елементи (морфеми) према којима је настала реч географија јесу префиксни морфем гео- који долази од грч. γεο- земљо-, који се односи на земљу; γῆ Земља, те суфиксални морфем -графија који долази од грч. -γραφια -пис(ање), а сродан је морфемима -граф, -графика, -графички, -графизам, грч. -γραφος -писац, који пише; γράφω пишем, γραφικός писмени. Географија тада није била наука с одређеним објектом и циљем проучавања, већ нека врста опште енциклопедије о Земљи. Реч географија први је сковао Ератостен око 200. п. н. е. како би означио описно учење о Земљи. На темељу првобитног значења географије у западним и јужним словенским језицима током 19. века настаје и реч земљопис (чеш. zeměpis, слч. zemepis; сл. zemljepís) која је заживела као име географског основношколског предмета у Југославији 1950-их.

## Кратак приказ развоја географске науке
Географија је без сумње једна од најстаријих наука. Још у праисторији људи су покушавали рационално објаснити појаве и процесе у простору и спознати њихов хронолошки распоред.
Иако је наука као вид људске активности била присутна у већини старих цивилизација, највише писаних трагова о природи као целини налазимо код античких филозофа. За географију важне научне резултате из тог времена дали су Аристотел-о мозаичности Земљине површине и топлотним појасевима и Ератостен-о заобљености Земље и њеном обиму те закономјерном појављивању природних стихија. Ератостен је у 3. веку п. н. е. први употребио назив географија.
У средњем веку долази до стагнације науке па тиме и географије. Тадашња наука се развијала једино у склопу исламског цивилизацијског круга. Истакнути географи тог доба су ел Бируни и ел Идриси.
Значајнији развој географије на западу потакла су велика географска открића. Захваљујући морепловцима као што су: Кристифор Колумбо, Васко де Гама, Магелан и др. Брзи развој астрономије и небеске механике у 16. и 17. веку представљао је основу за теоријско осмишљавање кретања небеских тела и последица њиховог кретања по Земљу.
Почетак развоја научне географије приписује се холандском географу Бернарду Варенијусу, који је написао значајно дело под насловом Општа географија. Упркос значајним техничким открићима која су утицала на развој географије у 17. и 18. веку, она остаје углавном дескриптивна наука све до појаве великог географског истраживача њемачког порекла Александра Хумболта који почетком 19. века удара темељ савременој географији. Уз њега је веома значајан и Карл Ритер који је био под јаким утицајем филозофије Имануела Канта. Значајан допринос из тог доба дали су В. М. Девис у САД-теорија развитка рељефа као географски циклус и Владимир Докучајев у Русији-географска зоналност тла и његова класификација по генетској основи.
Током 19. века оснивају се катедре за географију на универзитетима широм Европе а њена тадашња карактеристика је вештачка одвојеност на природну и друштвену. Крајем истог века појављује се под утицајем учења Фридриха Рацела географски детерминизам као један погрешан правац унутар географије. Као реакција на та застрањивања јављају се почетком 20. века нове генерације географа које истичу јединство географске науке. Појављују се посибилизам у географији, чији је заступник Пол Видал де ла Бланш и хорологиза коју је увео Алфред Хетнер што је утицало на настанак и развој регионалне географије. Познати географски теоретичар из тог доба је и А. А. Григоријев са својом разрадом учења о географском омотачу.
Данас постоји велика потреба за синтетичким географским радовима посебно у вези са материјалном производњом и актуелним проблемима квалитета и преображаја природне средине, као и разумног кориштења природних ресурса.

## Подела географије
Основна подела географије је на: општу и регионалну географију.
Општа географија је у ствари укупност компонентних аналитичких проучавања геопростора. Она се дијели на:
- физичку географију (природну), која проучава географски омотач и његове структурне елементе (литосфера, атмосфера, хидросфера, педосфера, биосфера) и на
- друштвену географију (антропогеографију), која проучава производно-територијалне комплексе и њихове елементе (становништво, насеље, привреда).

Компонентне науке у склопу физичке географије су: геоморфологија, климатологија, хидрологија, педологија, биогеографија и палеогеографија.
Компонентне науке у склопу друштвене географије су: демографија, географија становништва, географија насеља, економска географија, политичка географија и историјска географија.
Такође свака од ових компонентних наука има своје дисциплине и поддисциплине.
Картографија и математичка географија су се развијале у склопу географије а данас представљају самосталне науке при чему је географима неопходно познавање њихових метода и резултата. У новије време општој географији се додаје и геоекологија.
Регионална географија би се могла дефинисати као примена општегеографских знања у проучавању конкретне територије, издвојене на основу неког од критерија географске регионализације. Она је дакле синтетичка научна дисциплина. Регионална географија даље се дели на:
- општу регионалну географију и
- посебну регионалну географију.

## Гране географије

### Општа географија
Као синтетичка наука, географија укључује и аналитичке студије одређених појава и објеката Земљине површине. Укупност свих грана аналитичких студија формира општу географију. Према томе, односе ли се аналитичка проучавања на објекте и појаве природне средине или људске делатности, општа се географија дели на физичку географију и антропогеографију.

### Физичка географија
Главни чланак: Физичка географија
Физичка географија (или физиогеографија) дели се на геоморфологију, хидрографију, климатологију и биогеографију. Раније се у физичку географију убрајала и математичка, односно астрономска географија с геодезијом и картографијом, али будући да су се развиле у самосталне науке, оне се не могу укључити у систем опште географије иако је у географском раду практично познавање њихових принципа неопходно потребно. Географија проучава рељеф Земљине површине, а хидрографија воде. Због разлике између морских, језерских и текућих вода, хидрографија се дели на океанографију (океани и мора), лимнологију (језера) и потамологију (реке). Климатологија проучава климу с географског становишта, тј. особине и значење климе за остале објекте и појаве Земљине површине. Напокон, биогеографија проучава значење органског света на Земљиној површини, његову распрострањеност и услове распрострањености. Према томе, је ли тежиште на проучавању флоре или фауне, биљна географија или фитогеографија разликује се од животињске географије или зоогеографије. Стога су најважније гране физичке географије следеће:
|                 |                                                     |                                    |                    |
| биогеографија   | екогеографија и управљање ресурсима животне средине | геодезија                          | геоморфологија     |
|                 |                                                     |                                    |                    |
| глациологија    | хидрологија и хидрографија                          | климатологија и палеоклиматологија | пејзажна екологија |
|                 |                                                     |                                    |                    |
| квартарна наука | обалска географија                                  | океанографија                      | педологија         |
|                 |                                                     |                                    |                    |
| палеогеографија |                                                     |                                    |                    |

### Антропогеографија
Главни чланак: Антропогеографија
Главни је географски фактор на Земљиној површини људско друштво, а међусобне односе људског друштва и природне средине на Земљи проучава антропогеографија или хуманистичка географија. Будући да су активности људског друштва и природне средине на Земљиној површини врло сложене, највећи број специјалних грана и огранака географије постоји управо у антропогеографији. Осим проучавања становништва као целине (демогеографија), истиче се географија насеља, која се њима бави као географском појавом (посебно развијен правац који проучава градове — полеогеографија). Сложене проблеме привредне делатности друштва проучава економска географија (има много огранака и смерова, нпр. аграрна, индустријска, саобраћајна географија и др.). Географске услове историјског развоја проучава историјска географија, а географске претпоставке и проблеме политичких творевина (држава) политичка географија. Медицинска географија проучава географску раширеност појединих болести, хигијенске услове живота у појединим географским подручјима и тиме омогућује доношење планских мера за побољшање здравствених прилика у свету. Посебно подручје антропогеографије чине стратешка и војна географија. Најважније гране антропогеографије јесу следеће:
|                            |                                |                        |                       |
| економска географија       | историјска & врем. геог.       | културна географија    | медицинска географија |
|                            |                                |                        |                       |
| полит. геог. & геополитика | демогеографија или демографија | саобраћајна географија | развојна географија   |
|                            |                                |                        |                       |
| религијска географија      | друштвена географија           | туристичка географија  | урбана географија     |
U različite pristupe području antropogeografije koji su nastali relativno nedavno mogu se ubrojiti:
- Бихевиорална географија
- Феминистичка географија
- Културна теорија
- Геозофија

### Еколошка географија
Главни чланак: Еколошка географија
Еколошка географија је грана географије која описује просторне аспекте интеракција између људи и природног света. Она захтева традиционалне аспекте физичке и антропогеографије, као и начине по којима људска друштва концептуализирају околину.
Еколошка географија се појавила као мост између физичке и антропогеографије због растуће специјализације наведена два поља. Штавише, како се људски однос према околини мењао као последица глобализације и технолошких промена, увидела се потреба за новим приступом ради разумевања промена и динамичких односа. Примери истраживачких поља у еколошкој географији јесу управљање у кризним ситуацијама, управљање ресурсима животне средине, одрживост и политичка екологија.

### Геоматика
Главни чланак: геоматика
Геоматика је грана географије која је настала након квантитативне револуције у географији средином 1950-их. У геоматици се користе традиционалне просторне технике кориштене у картографији и топографији као и њихова примена на рачунаре. Геоматика је постала пространо поље с многим дисциплинама које користе технике попут ГИС-а и даљинских истраживања. Геоматика је такође довела до ревитализације појединих географских одсека посебно у Северној Америци, где је овај предмет био у силазној путањи током 1950-их.
Геоматика обухвата велика подручја која укључују просторну анализу попут картографије, географских информационих система (ГИС), даљинских истраживања и глобалних позиционих система (ГПС).

### Регионална географија
Главни чланак: Регионална географија
Све наведене специјалности, гране и огранци опште географије, односно физичке и антропогеографије, имају аналитичко значење, те се с обзиром на објект, циљ и задатке географске науке користе као помоћне дисциплине. Комплексно проучавање просторне стварности на Земљиној површини, тј. основни и битни део географског рада, ослања се деломично на опште резултате тих аналитичких студија, уколико их има. Будући да просторна стварност Земљине површине, тј. особине природне средине, и друштвено-економска и културна надградња, нису једнолике, већ састављене од просторно разноликих и временски променљивих индивидуалних целина или географских подручја, употребљава се за комплексно битно географско проучавање и назив регионална географија. Главни поступак у регионалној географији је регионализација која покрива одговарајуће технике просторног разграничења међу регијама.

### Сродна подручја
- Урбанистичко планирање, регионално планирање и просторно планирање: ове дисциплине користе географску науку ради асистирања у одређивању начина развоја земље, да би се достигли одређени критеријуми попут сигурности, лепоте, економских могућности, очувања изграђене и природне баштине и тако даље. Планирање градова и руралних подручја може се сматрати примењеном географијом.
- Регионална наука: током 1950-их појавио се покрет регионалне науке под водством Волтера Ајсарда, а главни циљ тог покрета било је осигуравање веће квалитативне и аналитичке базе у географским питањима насупрот дескриптивним настојањима традиционалних географских програма. Регионална наука обухвата корпус знања у којем просторна димензија има фундаменталну улогу попут регионалне економије, управљања ресурсима, теорије локације, урбанистичког и регионалног планирања, саобраћаја и комуникација, антропогеографије, популацијске дистрибуције, крајобразне екологије и квалитета животне средине.
- Интерпланетарне науке: док је дисциплина географије обично заокупљена Земљом, овај се термин неслужбено користи за описивање истраживања других светова попут планета у Сунчевом систему или чак изван њега. Истраживање система већих од саме Земље обично чини део астрономије или козмологије. Истраживање других планета обично се назива планетологијом (планетарном науком). Предлагали су се и алтернативни термини попут ареологије (проучавање Марса), али њихова употреба није заживела.

## Методе у географији
У објашњавању географских појава и процеса, њихових узајамних веза и односа те њихових закона и закономерности, географија се служи географском, картографском, аналитичком, синтетичком и дескриптивном методом истраживања с тим што се данас све више користе математичко-статистичке методе и методе експеримента. Такође треба споменути и све већу примену информатике географији што је резултовало појавом географских информационих система (ГИС) који су увелико олакшали рад са великим бројем података у географији.
Будући да су просторни међуодноси кључни у овој синоптичкој науци, карте су њено кључно оруђе. Класична картографија се модернијим приступом придружила географској анализи, географским информационим системима (ГИС) темељеним на употреби рачунара.
У својем раду географи користе четири међуодносна приступа:
- систематски — групира географско знање у категорије које се могу глобално истраживати.
- регионални — проучава систематске везе међу категоријама за поједине регије или места на планету.
- дескриптивни — једноставно наводи локације обележја и популација.
- аналитички — испитује зашто се проналазе обиљежја и популације у одређеном географском простору.

### Картографија
Главни чланак: Картографија
Картографија се бави приказивањем Земљине површине помоћу апстрактних симбола. Иако друге географске субдисциплине користе карте у приказивању властитих анализа, само стварање карата је довољно апстрактно да се посматра засебно. Картографија је из скупа нацртних техника нарасла у стварну науку.
Картографи морају учити когнитивну психологију и ергономику како би разумели који симболи најбоље представљају информације о Земљи, те бихевиоралну психологију како би подстакли читаоце својих карата да реагују на информацију. Они морају такође да познају геодезију и прилично напредну математику како би разумели како облик Земље утиче на искривљеност симбола на карти пројектованих на равну плочу ради прегледности. Може се рећи, без много полемике, да је картографија неоспорно семе из којега расте велики део поља географије. Већина ће географа навести очараност картама у детињству као рани знак да су завршили у том подручју.

### Географски информацијски системи
Главни чланак: Географски информацијски систем
Географски информациони систем бави се чувањем информација о Земљи ради аутоматске обраде рачунаром на поуздан начин прикладан сврси информације. Осим свих осталих субдисциплина географије, ГИС стручњаци морају да разумеју рачунарство и системе базе података. ГИС је толико револуционирао подручје картографије да се свака израда карата ради уз помоћ неког облика ГИС софтвера. ГИС се такође односи на науку употребе ГИС софтвера и ГИС техника ради приказивања, анализирања и предвиђања просторних односа. У том смислу ГИС означава географску информацијску науку.

### Даљинска истраживања
Главни чланак: даљинска истраживања
Даљинска истраживања могу се дефинисати као умеће и наука прикупљања информација о обележјима Земље на начин да се мерења изводе на даљину. Подаци прикупљени даљинским истраживањима долазе у разним облицима попут сателитских и ваздушних снимака, те података прикупљених приручним инструментима. Географи све више користе податке из даљинских истраживања како би прикупили информације о Земљиној површини, океанима и атмосфери, јер: а) пружају објективну информацију у разноликим просторним мерилима (од локалног до глобалног), б) осигуравају синоптички поглед на интересно подручје, ц) омогућују приступ удаљеним и/или неприступачним местима, д) осигуравају спектралну информацију изван видљивог дела електромагнетског спектра и е) олакшавају истраживања о промени обележја/подручја у времену. Подаци из даљинских истраживања могу се анализирати независно или у конјункцији с осталим слојевима дигиталних података (нпр. у географском информацијском систему).

### Географске квантитативне методе
Главни чланак: Геостатистика
Геостатистика се бави анализом квантитативних података, посебно применом статистичке методологије у истраживању географских феномена. Геостатистика се опширно користи у разним пољима која укључују: хидрологију, геологију, истраживање нафте, временску анализу, урбанистичко планирање, логистику и епидемиологију. Математичка основа за геостатистику произлази из групне анализе, линеарне дискриминантне анализе и непараметријских статистичких тестова, те бројних других подручја. Примене геостатистике почивају увелико на географским информацијским системима посебно у интерполацији (процени) немерених тачака. Географи тренутно значајно доприносе методу квантитативних техника.

### Географске квалитативне методе
Главни чланак: етнографија
Географске квалитативне методе или технике етнографског истраживања користе антропогеографи. У културној географији постоји традиција примене техника квалитативног истраживања које се такође користе у антропологији и социологији. Опсервације учесника и продубљени интервјуи помажу антропогеографима у прикупљању квалитативних података.

## Историја географије
Главни чланак: Историја географије
Најстарије познате карте света потичу из 9. века п. н. е., а припадале су Вавилонцима. Тежња за спознајом просторног распореда свих појава на Земљиној површини сеже у најдаљу познату историју, али је она остварена тек у античкој Грчкој. Хипократ, Аристотел, Хипарх, особито Ератостен (један од првих који је мерио пречник Земље), настојали су да објасне опште феномене Земље као целине. Касније се Агрипа, Страбон и Плиније Старији, према практичним потребама (експанзија Римског царства), оријентишу на описе земаља. Док је прва, старија географска оријентација готово искључиво природонаучна и спекулативна, друга је практичарска и описна, с посебним нагласком на човеку и његову деловању на Земљи. Од 3. века, кинеске методе географских истраживања и њихова географска литература много су сложенији него у Европи тога времена, што је случај све до 13. века.
У средњем веку оријентална, арапска географија наставља углавном природонаучну античку традицију. Проширење општих сазнања надопуњено је тада и значајнијим описима, практичарским радовима (Масуди, Ал Идриси, Ибн Баттута, Ибн Кхалдун). Европска средњовековна географија (космографија) заостаје за античком и арапском географијом. Након путовања Марка Пола те поновним оживљавањем интереса за дела античких писаца (посебно након великих географских открића) почиње живљи рад који има само описно значење, с великим баластом сувишних појединости и необичних, често фантастичних прича и описа.
У 17. и 18. веку, због напретка техничких наука (1617. прва триангулација, 1682. Касинијева нова карта света), постаје хоризонт географских сазнања шири (Бернхард Варен), али се сав географски рад још ограничава на описно-статистички преглед појединих држава. Тек радови немачких географа Александара фон Хумболта (1769—1859) и Карла Ритера (1779—1859) стварају потпуно нове основе за развој географије, која отада постаје научна дисциплина. А. Хумболт и К. Ритер сматрају се оснивачима модерне научне географије, јер су за циљ географије поставили објашњавање узрочности предмета и појава који се јављају у простору. Према Хумболту, главно значење има упоредно проучавање природне средине, јер „човек зависи од природе и њој се прилагођава”". К. Ритер, напротив, полази од делатности човека и према њој одређује значење и особине појединих делова Земље. Тим се смером развијала географија у другој половини 19. века, али је због снажног развитка природних наука превладала природонаучна оријентација, посебно у опћој географији (физичка географија).
Антропогеографија је с Фридрихом Рацелом (1844—1904) почела јачати хуманистички смер у географији, али се ипак није развила ни осамосталила као физичка географија, јер је тешко било тачно разграничити предмет проучавања и наћи праве методе рада. Неки су антропогеографи сматрали њезиним објектом само појаве материјалне људске активности, а други и културне, политичке, религиозне, психичке и др. Дуализам у географији (одвајање физичке од антропогеографије) није се могао одржати, јер је настао као последица недостатка јединственог школовања. Готово су све новоосноване катедре из географије на универзитетима попуњавали у другој половини 19. век стручњаци из других сродних наука. Тек под крај 19. и на почетку 20. века нове генерације географских стручњака истичу јединство географске науке. У Француској Видал де Ла Блаш удара темеље модерној регионалној географији, која је дала низ добрих синтетичко-географских студија. У Немачкој је обележен нов смер појавом А. Хетнера. Велика потреба за синтетичким географским радовима, посебно током Првога светског рата, подстакла је развој, модерне, јединствене географије код Енглеза, Американаца, Руса и других народа, а то је појачано после Другог светског рата.